# Тихоцкие
Тихоцкие — древний русский дворянский род.
Предок фамилии Тихоцких из древнего Польского шляхетства, а именно, из рода Cichocki герба Наленч, Андрей Иванов сын Тихоцкий, выехал в Россию из Польши в 1712 году. Служил в военной службе и был в разных походах и сражениях. Потомки сего рода Тихоцкие, равным образом служили Российскому Престолу в разных чинах. Всё сие доказывается разными справками, означенными в копии с определения Воронежского Дворянского Собрания о внесении рода Тихоцких в дворянскую родословную книгу в 6-ю её часть, древнего дворянства и родословною Тихоцких. Купянский уезд, одно из главных родовых гнезд Тихоцких, в то время входил в состав Воронежской губернии. Затем в процессе деления этой губернии и образования новых губерний Купянский уезд был передан Слободско-Украинской губернии, впоследствии переименованной в Харьковскую.

## Историческая справка о роде
Первые два поколения этого рода — Андрей Иванов сын Тихоцкий и его пятеро сыновей Иван, Яков, Фёдор, Михаил и Павел — состояли целиком из военных, служивших в Харьковском и Изюмском слободских казачьих полках. От этих пяти братьев пошло пять ветвей рода Тихоцких.
В дальнейшем «потомки рода сего» служили разных чинах и в различных губерниях Российской империи от Варшавской губернии до Амурского войска и от г. Петербурга до Туркестанского военного округа. В частности, в Петербурге к концу 19 — началу 20 веков насчитывалось 29 Тихоцких, причём, некоторые из них — петербуржцы уже в третьем поколении. Большинство из них, однако, в той или иной степени сохраняли связь со своим родовым гнездом в Харьковской губернии, где им принадлежали земельные владения в Харьковском, Изюмском, Купянском, Змиевском, Богодуховском, Волчанском и Валковском уездах и дома в городах Харькове, Изюме, Купянске, Славянске и др.
Кроме того, известны земельные владения в Валуйском уезде Воронежской губернии, а также в Могилёвском и Копыском уезде Могилёвской губернии. Герою Кавказской войны генерал-лейтенанту и кавалеру многих российских орденов Ивану Егоровичу Тихоцкому был пожалован участок земли в 3000 десятин в Кубанской области.
Можно выделить три основных направления службы представителей рода Тихоцких:
военная служба (в диапазоне чинов от прапорщика до генерал-лейтенанта),
инженерная (от инженер-поручика до инженер-полковника)
и юридическая (от губернского секретаря до действительного статского советника).
Георгиевскими кавалерами были следующие представители рода Тихоцких:
- Павел Андреевич Тихоцкий (26 ноября 1793),
- Яков Михайлович Тихоцкий (12 декабря 1824),
- Иван Егорович Тихоцкий (дважды: 26 ноября 1849 и 28 апреля 1855),
- Евгений Сергеевич Тихоцкий (7 октября 1914),
- Николай Львович Тихоцкий (6 апреля 1915).

Александр Фёдорович Тихоцкий ещё будучи юнкером, то есть до производства в первый офицерский чин, получил в 1827 г. Знак Отличия Военного ордена святого Георгия, который давался за выдающуюся храбрость нижним чинам.
Александр Львович Тихоцкий награждён Георгиевским Оружием (Высочайший приказ 10 декабря 1915).
Золотую шпагу с надписью «За храбрость» имели:
- Алексей Михайлович Тихоцкий (1813),
- Иван Егорович Тихоцкий (1854).

Орденом Св. Анны 4 ст. с надписью «За храбрость» были награждены:
- Иван Егорович Тихоцкий (1829),
- Павел Егорович Тихоцкий (1860),
- Анатолий Яковлевич Тихоцкий (1855),
- Александр Львович Тихоцкий (1904),
- Александр Сергеевич Тихоцкий (1914).

Известна также роль Тихоцких в учреждении, открытии и финансировании Харьковского университета (основан в 1805 г.) — третьего в Российской империи после Московского (1755 г.) и Казанского (1804 г.). В прошении на имя Императора о разрешении учредить в Харькове университет стоят подписи четверых Тихоцких. Университет был построен и открыт целиком на деньги, собранные дворянством и купечеством. За усердие в подготовительный период Купянский уездный начальник Иван Яковлевич Тихоцкий получил от Императора именной подарок. Любопытно, что в императорском указе было особо отмечено, что «… деньги были собраны для блага просвещения без дополнительного отягощения крестьян».
 
Позднее в Харьковском университете были стипендии, учрежденные Тихоцкими. Харьковский институт благородных девиц и 1-я Слободско-украинская гимназия также имели фонд Тихоцких для помощи бедным учащимся. В истории Харьковского электромеханического техникума, который считает себя правопреемником Харьковского ремесленного училища, отмечено, что оно создано на деньги, в числе которых 1/5 часть является пожертвованием штабс-капитана Тихоцкого.
Генерал-майор Сергей Георгиевич Тихоцкий служил директором Петровского Полтавского кадетского корпуса.
В Санкт-Петербургском ремесленном училище Цесаревича Николая также были учреждены 2 стипендии им. Сергея Павловича Тихоцкого «для бедных сирот, не разбирая из какого сословия, для обучения ремёслам, могущим впоследствии доставить им пропитание». Это училище является прародителем двух современных Санкт-Петербургских университетов: Балтийского государственного технического университета «Военмех» и Санкт-Петербургского национального исследовательского университета информационных технологий, механики и оптики.
Перу ученых, инженеров, экономистов и врачей Тихоцких принадлежит большой ряд статей в различных отраслях науки и техники и несколько монографий.
С 20 августа по 23 августа 2012 года в Главном здании Российской национальной библиотеки (Санкт-Петербург) проходил Съезд потомков рода Тихоцких, посвящённый 300-летию этого рода в России. Чтобы отметить эту важную дату, потомки рода Тихоцких приехали из разных городов и стран. Съезд открыл президент Русского генеалогического общества, директор Института генеалогических исследований И. В. Сахаров. К этому событию было приурочено издание двухтомной монографии Анатолия Тихоцкого «Тихоцкие. География Российской империи в истории одной семьи», выпуск юбилейной памятной медали «300-ЛЕТИЕ РОДА ТИХОЦКИХ В РОССИИ» и презентация барельефного портрета генерал-майора Сергея Георгиевича Тихоцкого работы Заслуженного художника России скульптораВ. Г. Сидоренко.

## Описание герба
Герб рода Тихоцких имеет следующее геральдическое описание: «В щите, имеющем красное поле, изображён серебряный платок, связанный наподобие кольца. Щит увенчан обыкновенным дворянским шлемом с дворянскою на нём короною, по поверхности которой видна дева, имеющая на главе серебряный платок, а руками держит два оленьих рога, по сторонам её находящиеся. Намёт на щите красный, подложенный серебром».

## Породнённые роды
- Абашевы, Анопкины, Аристовы,
- Балавенские, Бачмановы, Беклемишевы, Бехтеевы, Богомольцы, Богуславские, Боровские, Булацели,
- Васидловы,
- Галичевы, Гогели (фр. Goguel),
- Данилевские, Двигубские, Дмоховские,
- Ерохины,
- Запарины,
- Иевлевы, Ильяшенки,
- Кагадеевы, Карповы, Кашинцовы, Ковалевские, Коростовцевы (также Коростовцы),  Котроховы, Котуховы, Красильниковы, Круликовские,
- Лёвшины, Лесиневичи (польск. Lesieniewicz, также  Лисаневичи), Лушниковы,
- Масловы, Михайловы,
- Науменковы,
- Ольшанские,
- Пестриковы, Плещеевы, Протасовы, Протопоповы, Пеховы,
- Раевские, Рикорды (фр. Ricord), Розальон-Сошальские, Ростовские, Рубенко,
- Сарандинаки, Сахновские, Силаковы, Стеблин-Каменские, Степановские, Стеткевичи, Стребковы,
- Татариновы, Тертишниковы, Томары
- Фенины, Фогели (нем. Vogel),
- Чаплинские,
- Шабельские, Шатохины, Шаховские,
- Языковы

и ещё целый ряд других российских родов.,